# Le Rouget
Le Rouget est une ancienne commune française située dans le département du Cantal en région Auvergne. Le 1er janvier 2016, elle fusionne avec  Pers pour constituer la commune nouvelle du Rouget-Pers.

## Géographie

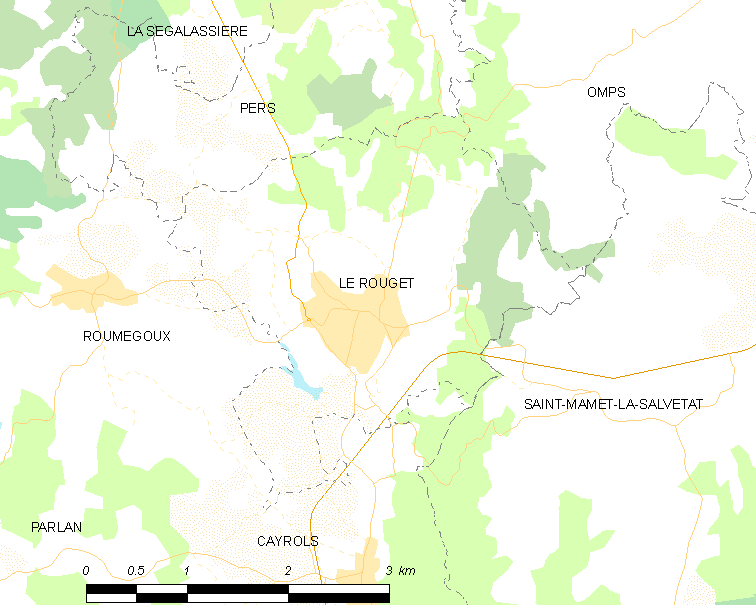
Carte du Rouget.

Via la RN 122 toute proche, le Rouget est situé à 8 kilomètres au sud-ouest de Saint-Mamet, le chef lieu de canton, et 25 kilomètres d'Aurillac, la préfecture du Cantal et 20 kilomètres au nord de Maurs. Depuis le Rouget, la RD 7 conduit à Laroquebrou au nord-ouest, tandis que la RD 20 conduit à Sousceyrac à l'ouest et Latronquière au sud-ouest.
Le Rouget possède une gare située sur la ligne de chemin de fer Clermont-Ferrand - Toulouse.

## Histoire
L'installation d'une gare sur la ligne reliant Clermont-Ferrand et Toulouse favorisa le développement économique de la zone, alors composée de plusieurs lieux-dits, principalement grâce à l'industrie du bois. Parallèlement, la volonté d'émancipation des habitants grandit.
La commune du Rouget n'est constituée que le 15 septembre 1945 par une ordonnance du général de Gaulle, créant officiellement la commune du Rouget sur son territoire actuel, constitué de zones ayant appartenu aux communes voisines de Saint-Mamet, Pers et Cayrols. En mémoire de cet événement, la rue principale reçut, dans les années 1990, le nouvel odonyme de « Avenue du 15-Septembre-1945 ».
L'industrie du bois, bien qu'encore présente aujourd'hui, n'est plus l'activité principale de la commune qui est centrée maintenant sur le tourisme vert avec la création d'un plan d'eau, puis de chalets et d'un centre de remise en forme.

## Politique et administration
| Période      | Période                   | Identité        | Étiquette | Qualité |
| ------------ | ------------------------- | --------------- | --------- | ------- |
| janvier 2016 | En cours (au 3 juin 2020) | Gilles Combelle | SE        |         |

| Période                                  | Période       | Identité        | Étiquette | Qualité                                                             |
| ---------------------------------------- | ------------- | --------------- | --------- | ------------------------------------------------------------------- |
| Les données manquantes sont à compléter. |               |                 |           |                                                                     |
| mars 2001                                | mars 2008     | Michel Lafon    | DVD       | Conseiller général du canton de Saint-Mamet-la-Salvetat (1992-2011) |
| mars 2008                                | décembre 2015 | Gilles Combelle | SE        |                                                                     |

## Démographie
L'évolution du nombre d'habitants est connue à travers les recensements de la population effectués dans la commune depuis 1946. À partir du 1er janvier 2009, les populations légales des communes sont publiées annuellement dans le cadre d'un recensement qui repose désormais sur une collecte d'information annuelle, concernant successivement tous les territoires communaux au cours d'une période de cinq ans. 
Pour les communes de moins de 10 000 habitants, une enquête de recensement portant sur toute la population est réalisée tous les cinq ans, les populations légales des années intermédiaires étant quant à elles estimées par interpolation ou extrapolation. Pour la commune, le premier recensement exhaustif entrant dans le cadre du nouveau dispositif a été réalisé en 2007,.
En 2013, la commune comptait 976 habitants, en évolution de −0,51 % par rapport à 2008 (Cantal : −1,19 %, France hors Mayotte : +2,49 %).
| 1946 | 1954 | 1962 | 1968 | 1975 | 1982 | 1990 | 1999 | 2007 |
| ---- | ---- | ---- | ---- | ---- | ---- | ---- | ---- | ---- |
| 600  | 611  | 834  | 918  | 963  | 902  | 910  | 901  | 964  |

| 2010 | 2013 | - | - | - | - | - | - | - |
| ---- | ---- | - | - | - | - | - | - | - |
| 981  | 976  | - | - | - | - | - | - | - |

## Culture locale et patrimoine

### Lieux et monuments
- Église Sainte-Thérèse-de-l'Enfant-Jésus[10], dont les vitraux ont été dessinés par Jean Labellie[11]
- Plan d'eau de 1re catégorie avec zone de baignade surveillée, chalets et centre de remise en forme[12].
- Maison de retraite Pierre Valadou[13]

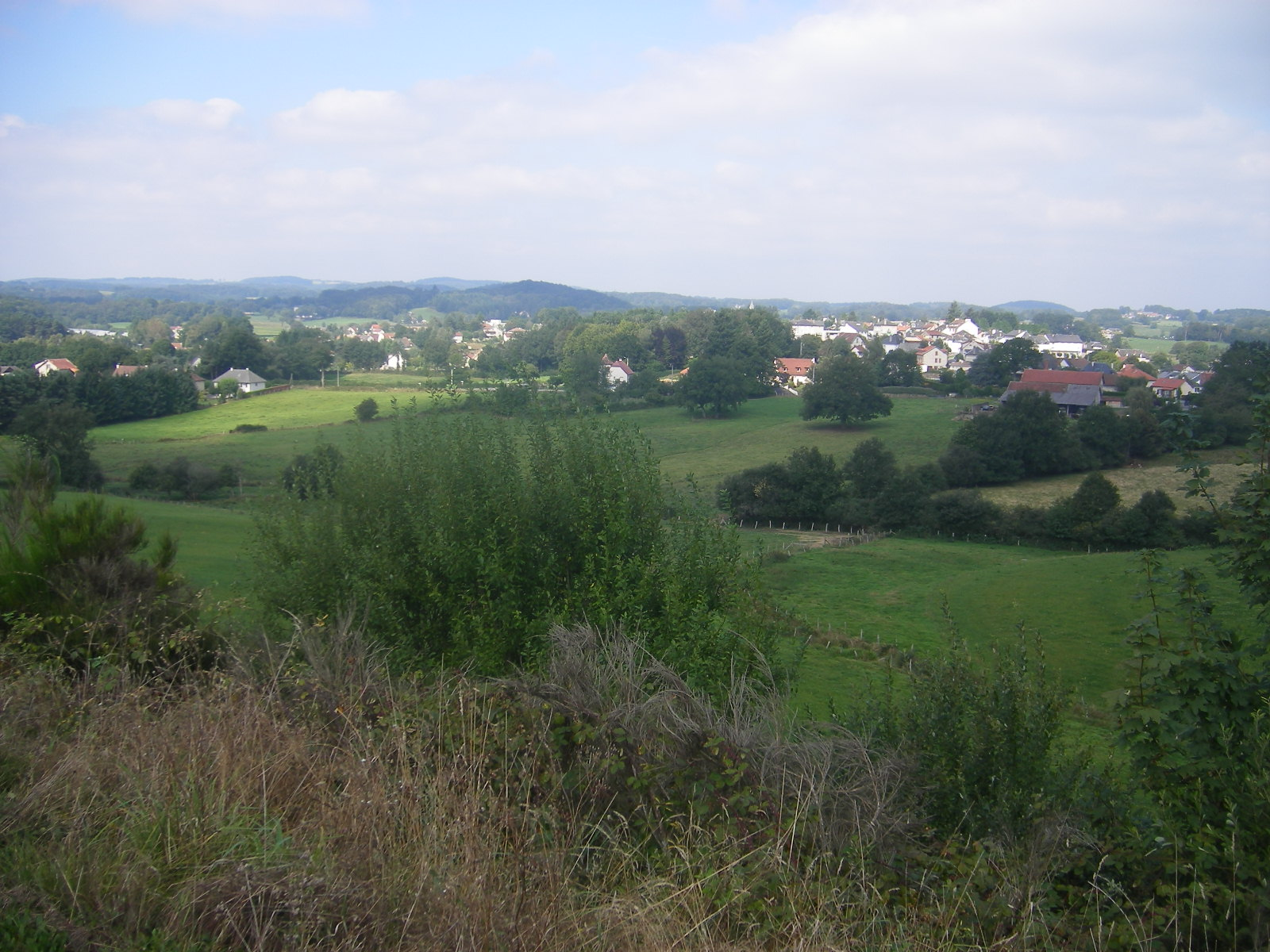
Aperçu du Rouget depuis la RN122
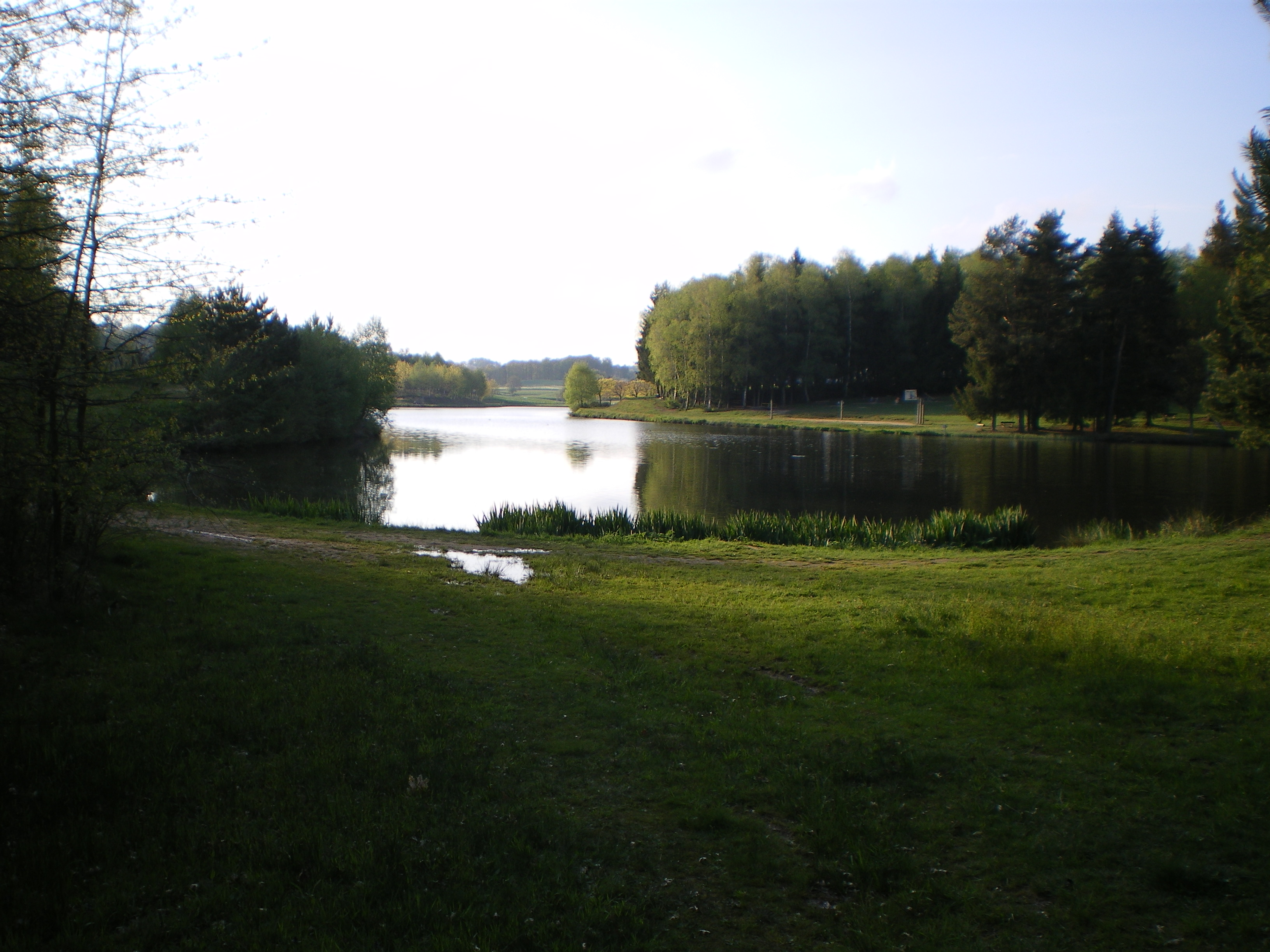
Vue du plan d'eau.
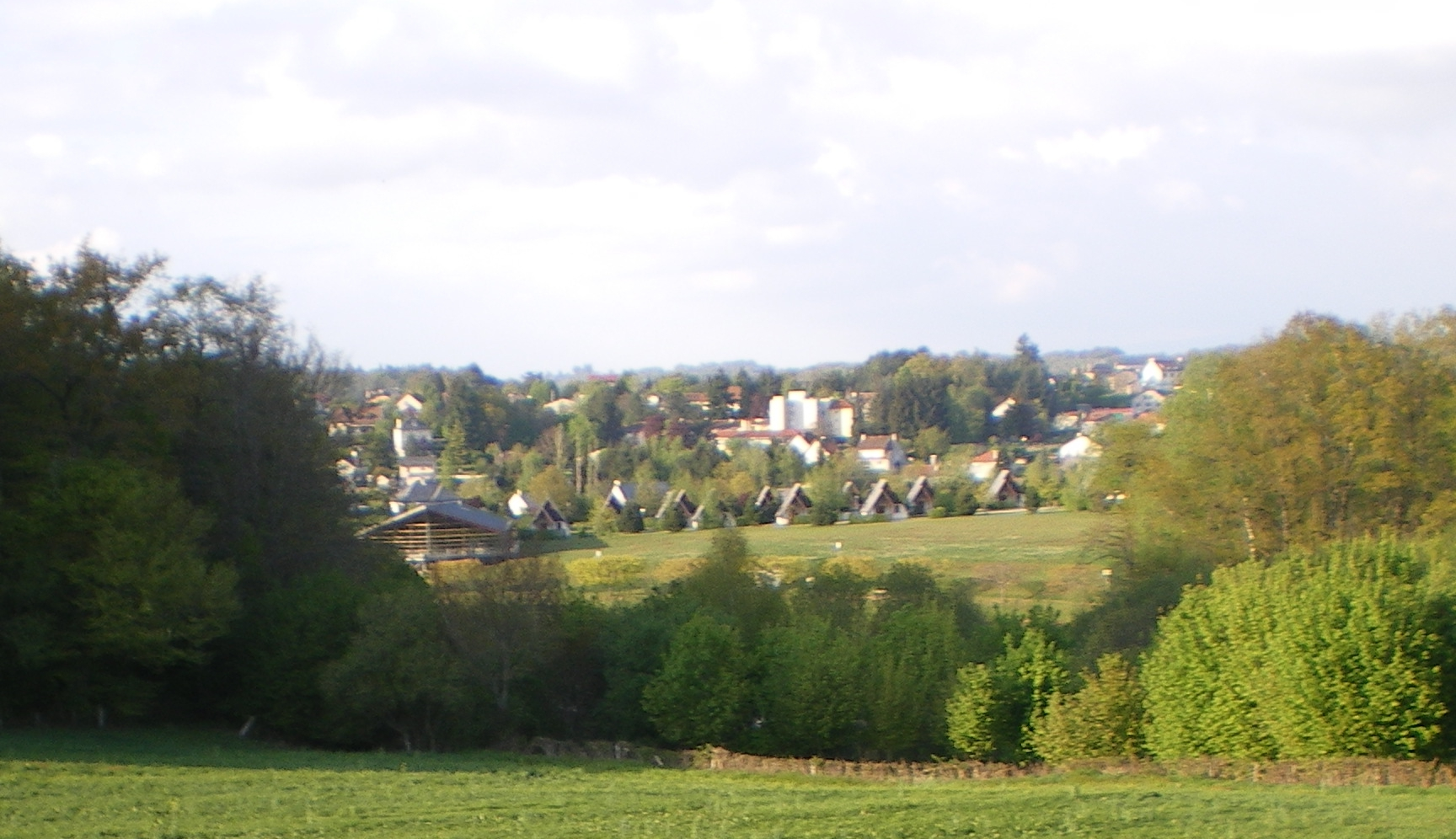
Vue des chalets et du centre de remise en forme.

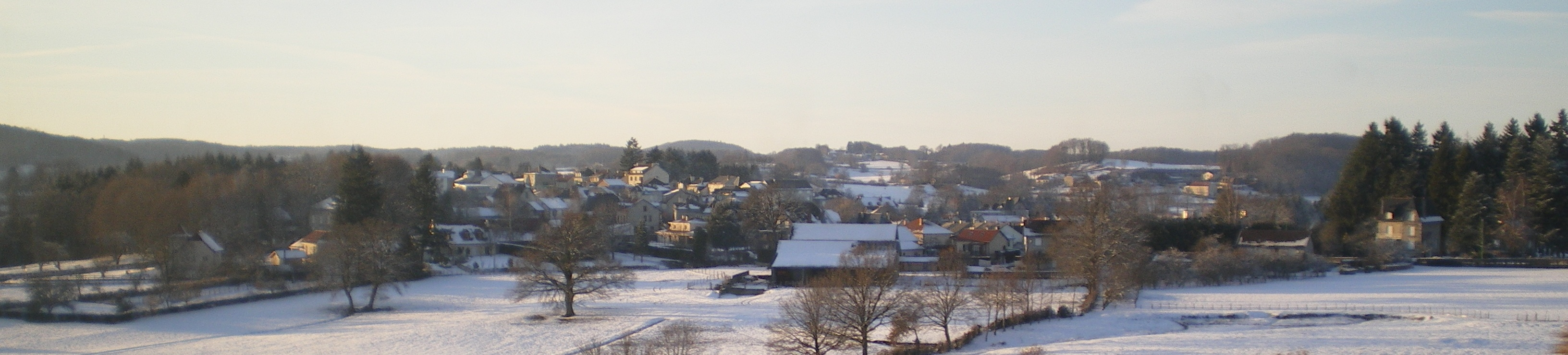
Le Rouget en hiver, vu depuis la RN122.

### Personnalités liées à la commune
- Jean Labellie, artiste peintre né au Rouget en 1920.
- Pierre Valadou (médecin et longtemps maire, décédé en ???)
- Michel Lafon[14] (ancien maire, président de la communauté de communes entre Cère et Rance, conseiller général du Cantal)
- Simon Teyssou (1973-), architecte, Grand Prix de l'Urbanisme 2023, installé au Rouget.